# フランス外人部隊
フランス外人部隊（仏: Légion étrangère, 英: French Foreign Legion）は、フランス陸軍所属の外国籍の志願兵で構成される正規部隊である。
部隊の象徴は、「7つの炎の手榴弾」である。
総兵員数は約8,360人である。

## 概要

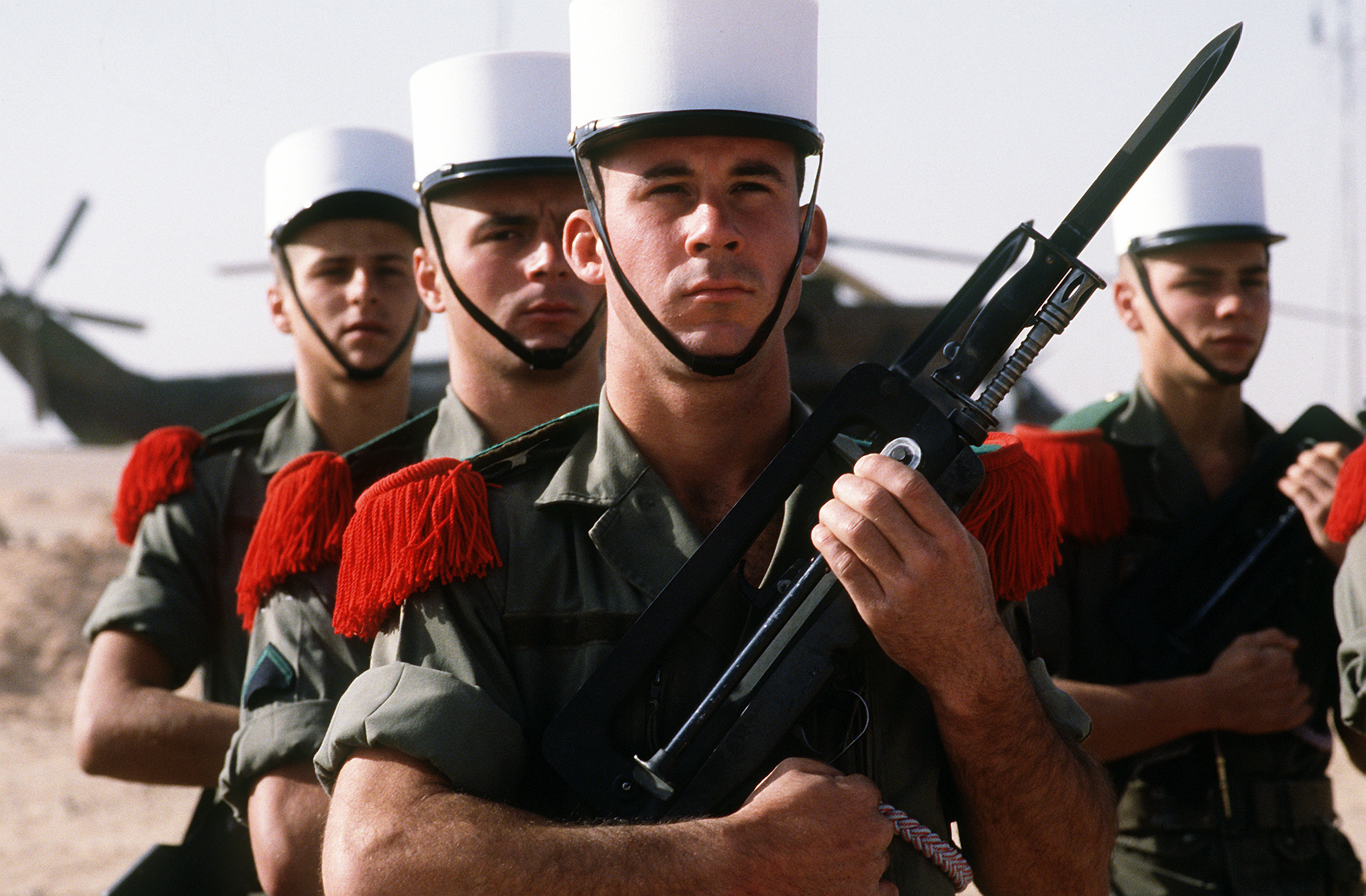
FA-MAS小銃で着剣捧げ銃の敬礼を行う外人部隊兵。同部隊の創設以来、180年以上に及ぶ歴史の中で、のべ60万人以上が軍務についた。

1831年に創設されて以来現代まで一貫して存続している。
フランスに限らず、ヨーロッパにおいては戦争の際にスイス人など外国人の傭兵が活躍することが多かったが、近代になるとほとんどの国で軍隊は徴兵制度による国民軍の形態を採るようになった。これはフランス革命戦争およびナポレオン戦争でフランスの国民軍が、他国の寄せ集め職業軍人集団である傭兵隊に対し圧倒的な強さを見せたためである。
「国民軍」を生み出したフランスにおいて外国人による純然たる職業的戦士集団から構成される外国人部隊の設立に至った経緯は、皮肉にもナポレオン戦争によって創設・普及した国民軍の一員として戦った多数の青壮年男性が命を落とし、その後も産業革命による生活水準の向上と男性の生産年齢人口の激減、男女比の歪みが響いて人口が伸び悩んだことで兵力の確保に問題を抱えるようになっていたことに起因する。さらに1830年から始まったアルジェリア征服戦争では、征服予定地のアルジェリアへ派遣されたフランス国民軍の間に非常に多くの死傷者を出していたため、国民の非難を受けることを怖れた政府は、それまでの傭兵とは異なった、自国軍の士官によって外国人兵士を指揮する、正規軍と同じ地位を与えられた部隊の設立に踏み切った。かつてワーテルローの戦いで総参謀長を務めたこともあるスールト軍事大臣の取り纏めで、1831年3月10日、ルイ・フィリップ国王の署名によって誕生した。
外人部隊は、当初フランスの北アフリカにおける植民地支配・権益確保を主任務にしていたが、後には他地域・他任務へも利用されることになる。長らく本部はフランス最初期の植民地であったアルジェリアのシディ・ベル・アベスにあったが、1962年アルジェリアが独立してからはコルシカに移転している。

## 歴史

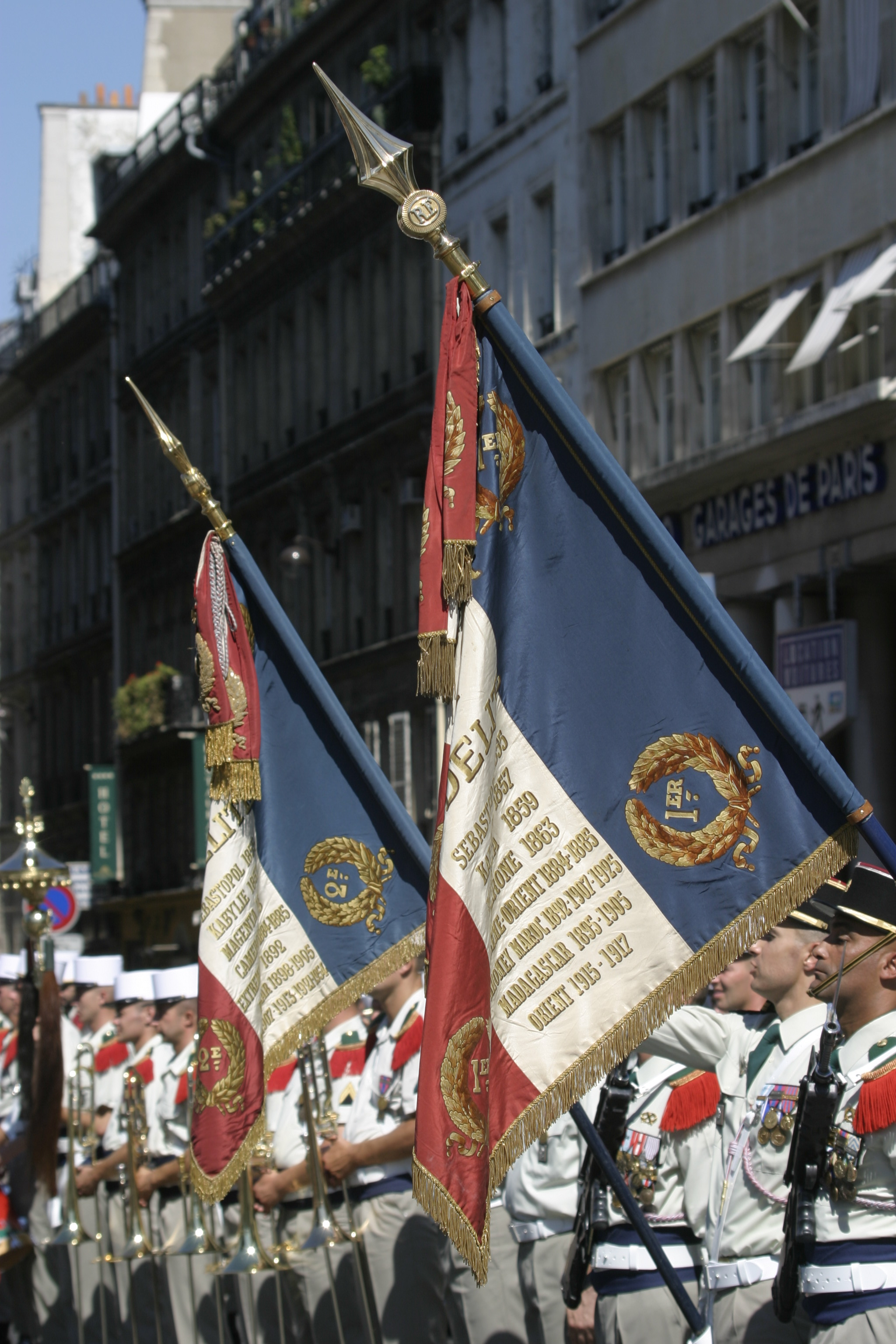
第1外人連隊と第2外人歩兵連隊の軍旗（2003年撮影）

### 19世紀
設立初期の外人部隊は、設立の経緯から、アルジェリアで活躍し、その後もアルジェリアに駐屯することが多かった。
その後のナポレオン3世の第二帝政下で、クリミア戦争、イタリア統一戦争、メキシコの内政への武力介入などに派遣され、多方面で戦争を繰り広げ、フランス外人部隊は各地の戦闘で活躍した。後にアンリ・デュナンが赤十字を創設するきっかけとなった1859年のソルフェリーノの戦いでは、第2外人連隊がオーストリア軍を相手に敢闘した。1863年のメキシコのカマロンの戦いではダンジュー大尉率いる部隊がメキシコ軍との間で行った外人部隊史上に残る全滅を覚悟しての激戦は、メキシコ軍の司令官であったミラン大佐 (es) に「こいつらは人間ではない、鬼だ」と賞賛された。
普仏戦争敗戦後のパリ・コミューンを鎮圧したヴェルサイユ軍においても、その一部として投入された外人部隊3個大隊が中心的役割を果たし、清仏戦争でもインドシナ派遣軍に参加した外国人部隊が清朝軍と戦闘を交えた。
これ以外にもスーダン、ダホメー（ベナン）、マダガスカル、カサブランカ（フランス領モロッコ）と植民地での活躍は数え切れない。

### 二つの大戦
1914年に第一次世界大戦が勃発すると、100ヶ国を超える国の国民が外人部隊に志願し、とくに初期にはリソルジメントの英雄ガリバルディの孫が率いる「ガリバルディ旅団」がドイツ軍相手に奮戦した。記録によれば、1930年から1939年にかけて日本人も60名参加している。当時最も多かったのはイタリア人約6千人、ロシア人約5千人であった。この頃、ゲイリー・クーパー、マレーネ・ディートリヒ主演のアメリカ映画「モロッコ」が製作され、当時の外人部隊の姿を忠実に伝えていると賞賛された。
1939年に勃発した第二次世界大戦では、フランスは開戦後まもなくナチス・ドイツに降伏したため、フランス国内にいた外人部隊の多くはドイツ軍の指揮下に入り、縮小した。インドシナ植民地は日本軍の平和裡の仏印進駐を受け入れたが、フランス本国の政変（ヴィシー政府の崩壊）にともなう1945年3月の日本軍のクーデター（明号作戦）によって外人部隊も多くの犠牲を出し、中国の雲南省へ逃れた部隊もあった。

### 戦後
1946年に勃発したインドシナ戦争では、フランス国内の厭戦気分が強く、徴集兵は使い物にならなかったため、外人部隊が重用され、1953年のディエンビエンフーの戦いに投入されたフランス軍17個歩兵大隊中、7個大隊が外人部隊であった。第二次世界大戦後、帰郷が困難な元ドイツ軍人や戦犯逃れのため入隊した元ナチス親衛隊も参加していた。
そのため外人部隊の隊歌はドイツ軍や親衛隊からの影響を受けている。
1954年に勃発したアルジェリア戦争では、外人部隊の本部がある地であるだけに重要な役割を果たし、1958年には第1及び第2外人落下傘連隊が参加する第10落下傘師団長マルシュ将軍を中心とするアルジェ駐屯軍がド・ゴール将軍を擁立して大統領の地位に就けた。しかし、ドゴール将軍がアルジェリア独立に傾いたため、1961年にアルジェで第1外人落下傘連隊を中心とする反ドゴール反乱が起ったが失敗、多くの将軍や将校が逮捕された。ドゴールは外人部隊自体は解散せず、反乱に積極的に参加した第1外人落下傘連隊を解散させるなど大幅な改編を実施、司令部をマルセイユ近郊のオーバーニュに移し、ストラスブールにも駐屯させた。
その後も1969年から1971年にかけて勃発したチャドへの介入、1978年から現在まで、対テロ戦争中のレバノンでの国連暫定軍を含む、地中海周辺の平和維持活動、1978年のコルヴェジの戦い（旧ザイール、現コンゴ）、
1981年から1984年にかけてにレバノン内戦におけるレバノンの部隊と国連多国籍軍での平和維持活動業務などがあげられる。
1991年勃発の湾岸戦争にも派遣されるが、以降2020年まで現地に関わる。1991年以降はフランス国籍民と民間人の避難誘導を目的にルワンダ、ガボン、ザイール、1992年にカンボジアとソマリア、1993年にサラエボ、ボスニア・ヘルツェゴビナ、1995年に再びルワンダ、1996年に中央アフリカ共和国、1997年にコンゴ-ブラザビルなどに、1999年以来KFORでコソボと北マケドニアに派遣されている。
2001年以降は対テロ戦争に対して、2001年から2014年にかけて不朽の自由作戦でアフガニスタン、2002年にはコートジボワールの紛争に対しフランス政府は旧宗主国として外人部隊を派遣している。
2008年にはチャドのEUFOR Tchad / RCAで、2013年から2014年にかけてマリ北部紛争におけるセルヴァル作戦などに外人部隊を派遣している。

## 外人部隊の仕組み

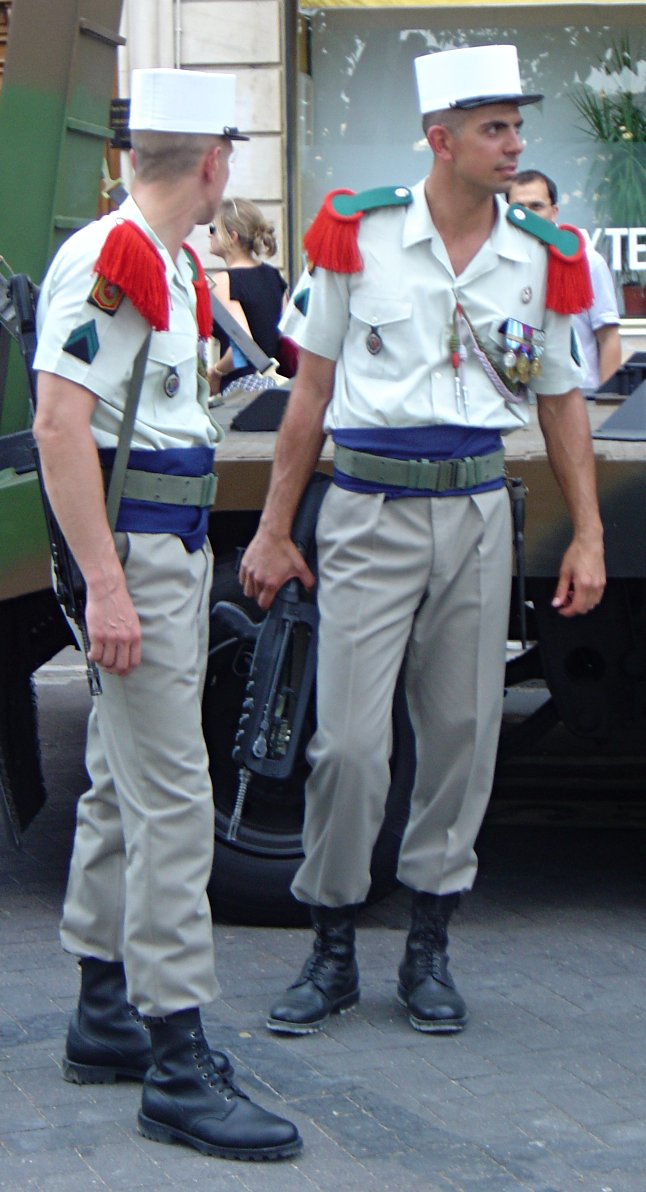
白色のケピ帽 (ケピ・ブラン) をかぶり、弾帯の下に青い毛布 (ブーダン)を巻き、FA-MASを持ったフランス外人部隊の兵士

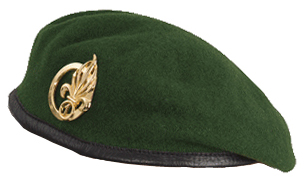
フランス外人部隊の象徴の一つである、グリーンベレー（Béret vert）

### 構成員の属性
フランス外人部隊においては、将校と下士官兵で属性が全く異なる。

#### 原則
将校は、フランス陸軍一般部隊（外人部隊以外の部隊）と同じく、
1. サン・シール陸軍士官学校などを卒業し、フランス陸軍現役将校に任官した者。
2. フランス陸軍一般部隊の下士官兵から、将校に叩き上げた者。

のいずれかであり、いずれも「フランス陸軍への志願時点」でフランス国籍が必須である。
下士官兵は、全て「フランス国籍を持たない外国人志願者」を、第1外国人連隊において募集・採用した者から成る。

#### 例外
外人部隊下士官には、サン・シール陸軍士官学校の入校試験を受け（合格には、完璧な仏語力／高度な学力が必須）、同校を卒業してフランス陸軍現役将校に任官する道が開かれている。
このコースを辿った将校が、外人部隊における将校の約10%を占める。

### 法的な位置づけ
外国籍の構成員は、フランスの法律によってフランス陸軍軍人の地位を与えられており、傭兵の募集、使用、資金供与及び訓練を禁止する条約で禁止されている傭兵ではない。

### 選抜・契約
フランス外人部隊では、兵卒を外国人応募者の中から選抜して合格した者を契約という形で採用する。建前として将校以外にフランス国籍を有する者はいないとされ、内部では公用語としてフランス語のみが使用されるとしていたが、2022年現在ではフランス語は入隊後に学べるため不要ではあるが簡単な英語が使えることが好ましいこと、入隊後3年経過時点でフランス国籍の申請が可能であると募集要項に記載されている｡
一般的に、各国の正規軍は、同盟国の軍を含めた公的組織からの人材の受け入れや、戦時における徴兵及び志願基準の緩和などの特例を除けば、生まれながらのその国民以外・または市民権や永住権を持たない者の入隊を拒否している。フランス外人部隊は「外国籍の者であっても、フランス軍に正式に志願・入隊する事ができる特別部門」と捉えればよい。
応募資格については国籍、人種、宗教に関係なく17歳以上、40歳未満の健康な男性なら応募可能。18歳以下の場合、両親の承諾書が必要となる。第1外人連隊が設置する募兵所へ赴いた応募者を受け付けるという形で行われ、入隊の際は本名を変更し、外人部隊特有のアノニマと呼ばれる制度によって偽名にすることが要求される。近年は本名のまま入隊できる傾向にある。
建前では「外人部隊への兵卒の志願者は外国人に限る」とする入隊条件は、フランス国民であってもフランス系外国人と申請することで回避できることがあり、実際に多くのフランス人が志願している。その場合、入隊時に国籍をモナコやカナダ（フランス語圏があるため）、スイスなどに変更し、フランス国民の志願者は全員、氏名、生年月日、出身地、両親の名前、母親の旧姓まですべて変更されて書類上まったくの別人に変わることになる。（通常は年齢と国籍はそのまま変わることはないが、フランス人の場合はその国籍が変更となる）その後すべての正式書類（軍の身分証、生命保険、郵便貯金の口座、社会保障など）は偽の名前、生年月日で発行される。
偽名制度のため、また任務に殉じる覚悟があるならば国際指名手配された者でない限り素行等は問わないとして、駆け込み寺的に犯罪者が入隊することもあった。近年では、中等教育修了以上の学歴や正規の国籍が要求され、経歴の調査も厳しく行われ、特に犯罪で手配中の者や刑事処罰を受けたことが判明した場合は入隊できないなど、採用基準は厳しくなっている。初期訓練を兼ねた採用試験は1か月間にわたって実施され、採用不可と判定された者は随時放出される。
このような形で選抜を通過、採用された者は、契約期間を5年間とする初回の契約をフランス政府と交わすことになる。初回の契約期間を満了した後の任期の延長は6ヶ月から5年までの申告制で、続けるか辞めるかの選択も自由で、延長契約は半年、1年、1年半、2年、2年半、3年という様に半年単位で決めることができる。たとえば初回の契約の満了後に半年だけ延長し、その後、1年半延長するというようなこともできる。初回の5年の任期を全うするのは半数以下であり、正式採用されても多くが途中で脱走してしまうとされる。
最近では採用人数が徐々に減少傾向にあり、2022年現在での合格率は20%程度と採用は以前に増して非常に狭き門となっており、外人部隊全体が縮小傾向にある。

### 教育・訓練
外人部隊における新兵訓練は約4ヶ月間で、この間にフランス語の習得を含めた戦闘訓練を第4外人連隊において受ける。訓練内容は非常に厳しく、軍隊経験者でも無事に訓練を終えることができるのはごく少数である。部隊配属後も規律や訓練の厳しさに堪えかねて脱走する新兵が絶えない。かつては、契約期間を満了するか、再起不能の負傷による除隊を除いて中途離脱を認めず、脱走者は八方手を尽くして探索していたが、現在は、脱走兵の探索はほとんど行わず、訓練期間中の自発的な除隊も認めている。
契約期間中は、海外派遣で出国する場合は原則としてフランスの発行するパスポートを所持して行動することになる。アノニマによって登録した偽名を本名に戻す手続き（RSM）が完了し、海外休暇申請をすれば休暇の時のみパスポートが戻ってくる。または5年以上の勤務年数であればパスポートは個人管理となる。近年では制度が変わり、本名に戻せば5年未満の隊員でもパスポートは個人管理となる。
外人部隊に所属する外国人の軍人は、出身国に対する戦闘への参加は拒否できる権利が認められている。現在130ヶ国以上の国籍の者が部隊で活動している。規律はフランス正規軍より厳しく、整理整頓や点呼、靴磨きや服のアイロンがけ、1日3回の掃除など、日本の自衛隊とも劣らないレベルで厳しく管理される。

### 福利厚生
入隊から3年以上が経過し、税金を滞納することなく、フランス国籍取得の申請手続きが通ればフランス国籍を取得できる。近年には、戦闘で再起不能の負傷をした者は契約満了を待たずにフランス国籍が与えられることになっている。
15年以上勤務すればフランス軍人の軍人年金の受給資格を得ることができる。勤務年数と階級によって受給額が変わり（階級が高ければ高いほど、勤務年数が多ければ多いほど、受給金額が増していく）、除隊してからは母国に戻った後も生涯に渡って受給できる｡
フランスに定住せず、出身国へ戻った外国籍の元外人部隊構成員の福利厚生に関しては、各国に所在するフランス大使館が取り扱うことになっている。

## 部隊規範
Le Code d'honneur du Légionnaire
(外人部隊の名誉なる規範)は、1980年に制定された部隊規範。
志願兵は、新兵訓練過程中のケピ・ブラン 授与式で、これをフランス語で暗唱し宣誓しなければならない。
1. 
Légionnaire, tu es un volontaire servant la France avec honneur et fidélité.
（外人部隊兵よ、諸君は信義と忠誠をもってフランスに尽くす志願兵である。）
2. 
Chaque légionnaire est ton frère d'arme quelle que soit sa nationalité, sa race, sa religion.
Tu lui manifestes toujours la solidarité　étroite qui doit unir les membres d'une même famille.
（各々の外人部隊兵は、国籍、人種、宗教にかかわらず諸君の戦友である。諸君は常に同じ家族の者達が団結しなければならないように、その強い連帯感を常に示さなければならない。）
3. 
Respectueux des traditions, attaché à tes chefs, la discipline et la camaraderie sont ta force, le courage et la loyauté tes vertus.
（伝統の尊重、上官を慕い、規律と仲間意識をもつことは、諸君の力となり、勇気と素晴らしい美点となるだろう。）
4. 
Fier de ton état de légionnaire, tu le montres dans ta tenue toujours élégante, ton comportement toujours digne mais modeste, ton casernement toujours net.
（外人部隊兵であることに誇りを持ち、身だしなみ、謙虚であるがそれにふさわしい振る舞い、あるいは清潔な兵舎の中に常にそれを示さなければならない。）
5. 
Soldat d'élite, tu t'entraînes avec rigueur, tu entretiens ton arme comme ton bien le plus précieux, tu as le souci constant de ta forme physique.
（精鋭兵士よ、諸君は厳しさを持って鍛錬し、最も大切な物として武器を手入れし、常に身体への配慮を怠ってはならない。）
6. 
La mission est sacrée, tu l'exécutes jusqu'au bout et si besoin, en opérations, au péril de ta vie.
（任務は絶対に尊重するものである、最後まで実行し、作戦においてもし必要ならば命をかけて実行しなければならない。）
7. 
Au combat, tu agis sans passion et sans haine, tu respectes les ennemis vaincus, tu n'abandonnes jamais ni tes morts,ni tes blessés, ni tes armes.
（戦闘において、諸君は憎しみや偏見なしに行動し、敗者を尊重し、決して仲間の亡骸、負傷者、武器を見捨ててはならない。）

## 編成
以下の8個連隊＋1個准旅団+1個分遣隊の編成となっている。

### 司令部・連隊
- 外人部隊司令部 - オーバーニュ駐屯
- 第1外人連隊 (1er RE) - オーバーニュ駐屯
1841年に外人部隊の連隊制の導入によって第2外国人歩兵連隊とともに設立された歩兵部隊であったが、1962年に戦闘任務から離れて以来、司令部付の業務部隊となっている。
- 第2外人歩兵連隊 (2e REI) - ニーム駐屯
現在では第1外人連隊が戦闘に従事しないため、戦闘部隊としては外人部隊において最も創設時期の古い部隊である。機械化が進んだ汎用歩兵部隊で、海外派遣の多い外人部隊の中でも特に派遣が多いことで知られる。
- 第3外人歩兵連隊 (3e REI) - フランス領ギアナ駐屯
1915年にアルジェリアにおいて外人行進連隊として設立したものを1945年に改編したもの。ジャングル戦の訓練教育を行っている。
- 第4外人連隊 (4e RE) - カステルノダリ駐屯
当初の設立は1920年であるが、現在の直接のルーツとなるものは、1964年の解散後、1976年に再設置されたもので、下士官、兵士の訓練部隊となっている。
- 第1外人騎兵連隊 (1er REC) - オランジュ駐屯
1921年に設立された部隊であり、現在の主力戦車はAMX-10RCで、主に威力偵察を担当する。
- 第2外人落下傘連隊 (2e REP) - コルシカ島カルヴィ駐屯
1948年に設置された外人落下傘大隊から発展した空挺部隊。1961年の反ドゴールを目的とする将軍達の反乱において、決起に参加した第1外人落下傘連隊が解隊されたのに対し、当時の連隊長の優柔不断な態度によって決起に参加しなかったため、解隊の憂き目を逃れた。フランスの海兵隊や特殊部隊はもとより、同じ外人部隊内でも一目置かれるエリート部隊。24時間以内に世界のどこへでも展開できるといわれている。
支援中隊(CA)には、特殊作戦能力を有する空挺コマンドグループ(GCP:Group Command Parachute)が存在する。GCPは旅団直轄部隊であり、基本的に連隊の先遣部隊として少数で敵地に潜入し、偵察、監視が主要任務である。また特殊作戦や目標追跡等の極秘任務などに投入されこともある。

連隊の編成としては
- 本部管理中隊（CCL）
- 整備中隊（CMR）
- 支援中隊（CA）- 偵察小隊、対戦車小隊、狙撃小隊、空挺コマンドグループ
- 第1中隊（市街戦）
- 第2中隊（山岳戦）
- 第3中隊（潜水、上陸戦）
- 第4中隊（狙撃・破壊工作）
- 第5中隊（砂漠戦）
- 第6中隊（予備役）

2010年のアフガニスタン派遣の作戦では、政府及び軍上層部の予想を遥かに超える功績を挙げ、ISAF総司令官から2010年度の最優秀連隊と称された。
- 第1外人工兵連隊 (1er REG) - アヴィニョン近郊駐屯
現在の直接のルーツとなるものは、1984年に第6外人工兵連隊として設置されたもので、1999年に第2外人工兵連隊の創設にあたって現在の名称になった戦闘工兵部隊。パリ祭の軍事パレードにおける髭を蓄え、革のエプロンを着用して斧を携えた兵士による行進が有名であり、DINOPS（ディノプス）と呼ばれる水中・水上工作専門の特殊部隊が存在する。
- 第2外人工兵連隊 (2e REG) - アルビオン高地駐屯
1999年に新設された山岳工兵部隊。兵舎が市街地から隔離された広大な盆地の真ん中に存在するため、買い物一つするにも非常に不便であるといわれている。
特殊作戦能力を有する山岳コマンドグループ(GCM:Group Command Montagnes)が存在する。

### 半旅団
- 第13外人准旅団 (13e DBLE) - ラルザック駐屯

1940年に編成された、現在におけるフランス軍唯一の半旅団で、実際の規模は1個連隊程度。

### 分遣隊
- マヨット外人部隊分遣隊 (DLEM) - コモロ諸島付近、フランス領マヨットに駐屯
1958年にマダガスカル駐屯の外人歩兵大隊から兵員を抽出、分派したのが発端。現在は外国人部隊の各連隊からの交代での派遣によって、島嶼であるマヨットの警備、防衛の任務を担っている。